# Teresówka (Ukraina)
Teresówka (ukr. Тересівка) – dawna wieś na Ukrainie, w obwodzie iwanofrankiwskim, w rejonie dolińskim.

## Historia
Teresówka powstała jako kolonia niemiecka w XIX wieku. Stanowiłą część gminy jednostkowej Wełdzirz, początkowo w Bezirk Dolina, a od 1867 powiatu dolinskiego Królestwa Galicji i Lodomerii w Cesarstwie Austro-Węgierskim. W 1880 roku wieś należała do  We wsi było 15 domów i 114 mieszkańców (2 grekokatolików, 107 rzymskokatolików i 5 innych wyznań; 2 Rusinów-Ukraińców, 108 Niemców i 4 Polaków).
W II RP stanowiał początkowo odrębna gminę jednostkową, a od 1934 gromadę w gminie Wełdzirz, w powiecie dolińskim w województwie stanisławowskim. Po wojnie w ZSRR, gdzie została wysiedlona.

## Urodzeni w Teresówce
- Stanisław Brzostowski - polski polityk, inżynier, przedsiębiorca, poseł na Sejm Litwy Środkowej i na Sejm Ustawodawczy[5].